# Carpinus faginea
Carpinus faginea — вид квіткових рослин, дерево з родини березових. Поширення: Індія (Хімачал-Прадеш, Джамму і Кашмір, Уттаранчал), Непал.

## Середовище
Цей вид зустрічається в прохолодних широколистяних лісах, у помірних Гімалаях. Росте на висотах від 1900 до 2700 метрів.

## Біоморфологічна характеристика
Дерево середнього розміру. Пагони з сірим запушенням щонайменше до осені. Листя довгасто-яйцеподібне, до 13 × 5 см; основа округла; верхівка помірно довгозагострена; тонко, але постійно запушене під головними жилками; бічних жилок 12–16 пар; край з дуже дрібними, правильними, мукронатними зубцями; черешок запушений, 2–9 мм. 

## Використання
Інформація про використання або торгівлю цим видом відсутня.